# Fada Vex
Fada Vex, nom de scène de Bourbia Malik ou encore Cheikh Malik,, est un rappeur algérien, né le 23 mars 1976 à Moscou, mais qui grandit à Es Senia, à Oran en Algérie. Il est l'un des fondateurs du groupe T.O.X., l'un des premiers groupe de rap algérien,,.

## Biographie

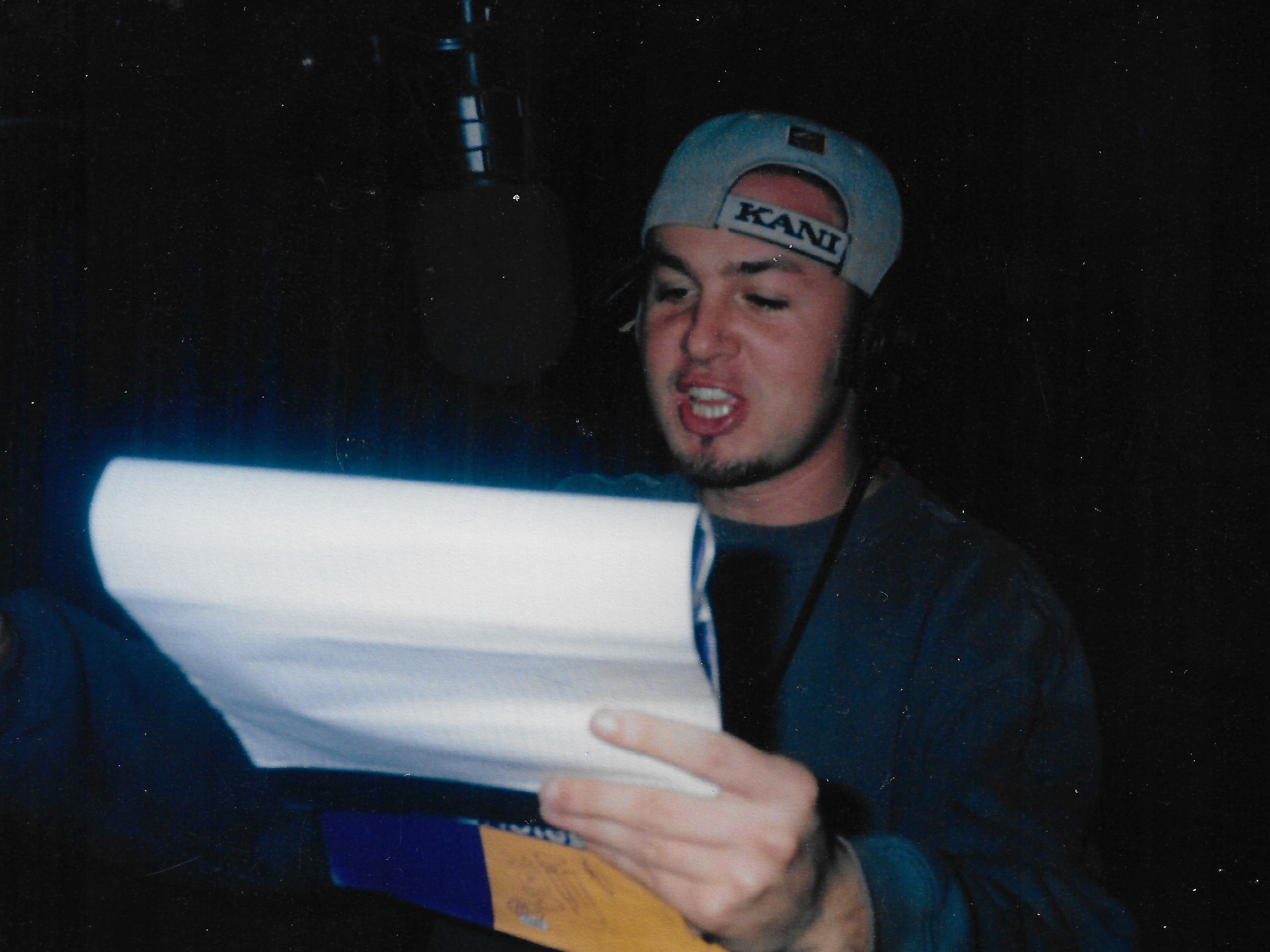
À ses débuts.

Fada Vex, de son vrai nom Bourbia Malik, né le 23 mars 1976, a commencé à chanter le rap en 1992. Il intégra plusieurs formations  telles que LOG'z, Too Nice Clique, avant de fonder plus tard le groupe T.O.X vers la fin 1996, Oran qui abritait déjà des groupes comme Ods, Mclb, Talisman, Tox, Perfect G's fin 1999.
Son surnom "Fada"  vient de "father" qui signifie "père" en anglais vu qu'il était le plus âgé du groupe et "Vex" qui ramène au caractère vexant de ses paroles.
Fada Vex est né à Moscou en Russie, d’un père algérien, d’une mère russe. À l'âge de 2 ans, sa famille s'installe à Oran, en Algérie. Il s'intéresse à la musique dès son plus jeune âge, il intègre une troupe de musique andalouse à la maison de jeunes Maoued Ahmed, d’Oran, pour apprendre la guitare et le chant, mais lassé par la théorie, il abandonne au bout d’un an et demi.

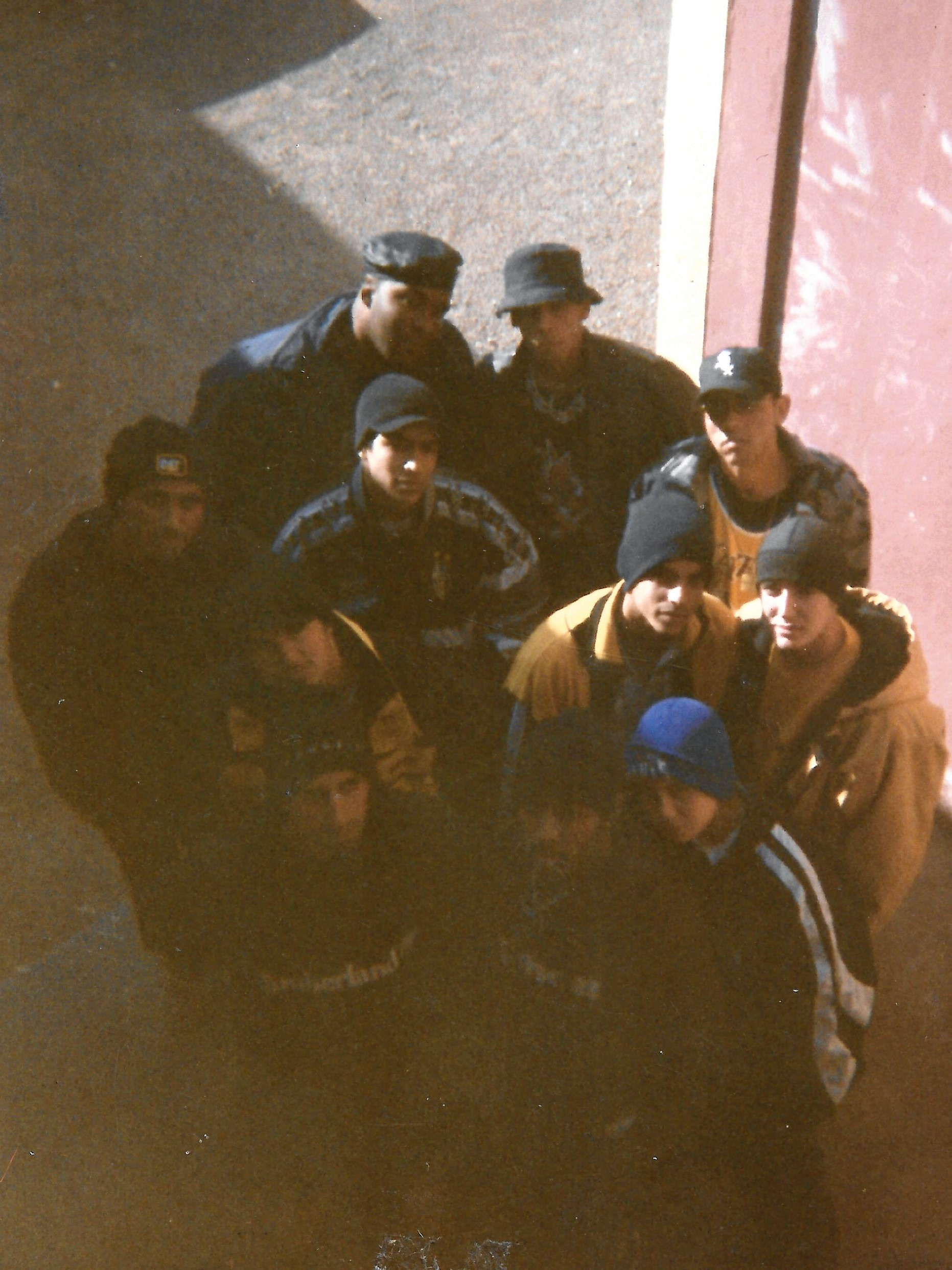
Fada Vex jeune.

Adolescent, il commence à pratiquer le rap au lycée pendant les cours d’anglais, ou il interprète les chansons qu’il avait apprises par cœur en regardant l’émission RapLine de M6, présentée par Olivier Cachin, et les chansons rap qui passaient sur la radio Los40 tard la nuit. Il commence à griffonner des textes en français et en anglais dans sa chambre, influencé par les rappeurs des années 1990 comme : Mc Solaar, Naughty by Nature, Heavy D, Kool G rap, Mc Hammer, Dr Dre.

## Carrière
Membre fondateur de plusieurs groupes de hip-hop underground. C’est à l’université en 1995 qu’il rencontre le rappeur Diggaman et son frère Dj SL pour former le groupe LOG’z, ils participent ensemble plusieurs manifestations estudiantines, le groupe se sépare en 1996. 
Après cela, il a formé le groupe TNC (Too Nice Clique) en collaboration avec Jiggy-G et Machine Gun (son frère qui est ensuite devenu Banis). Par la suite, TNC a fusionné avec deux membres d'un autre groupe de rap oranais, Madman et Lil-G. Enfin, Mic Maestro du groupe Vixit a rejoint le groupe, donnant naissance au groupe définitif T.O.X (Theory Of Xsitence) à la fin de l'année 1996. Le groupe a sorti deux albums studio, Meshi Besah en 1998 et Ghir Hak en 2000. Au fil du temps, la carrière du groupe a continué avec seulement trois membres : Fada Vex, Banis et DJ Redha J (qui a rejoint le groupe en tant que DJ en 1999).
Fada Vex a sorti son premier album solo en indépendant en 2004, intitulé El Facteur. En parallèle de son travail avec le groupe T.O.X, il s'investit également dans ses projets en solo. Il anime des ateliers d'écriture de rap, en Algérie et en France, tout en travaillant en tant que journaliste à la Voix de l'Oranie. Il réalise plusieurs interviews avec des groupes de rap et publie des articles sur le rap algérien,.
Entre 2020 et 2021, il anime un podcast dédié au rap algérien intitulé Wech Ya !, en collaboration avec Banis. 

## Discographie

### Albums studios
- El Facteur[18], (2004), Senia éditions

1. intro — Prod par Dj Nab
2. Dir el maken Feat Dj Redha J  - Prod par Dj Redha J
3. Respect Feat Rabie & IM One - Prod par DJ Nab
4. Skit (Machine Gun) - Prod par Dj Nab
5. Clack clack - Prod par Diggaman
6. El Bizare !!! - Prod par Dj Redha J
7. La vie des jeunes Feat DJ Nab - N.A. Beats
8. Kima Dima - Prod par Dj Redha J
9. Connection Feat. Sinoue, Machine Gun, Imohar & Dj Rédha J - Prod par DJ Redha J
10. S’hab Errap - Prod par Dj Redha J
11. Jib dek Feat Machine Gun - Prod par DJ Nab
12. Ok! Feat Diggman, Abrazax, Machine Gun, King o, Soldatesk, Smoka, K-Star - Prod par Diggaman
13. Skit : Chouia rap - Prod par DJ Redha J
14. Aâlache ? - Prod par Toufik Boumellah
15. Essah Feat Imohar - Prod par Dj Redha J
16. Outro - Prod par Dj Redha J

- El Mou3ahada[19], (2008)

1. Intro - Dj Mourad
2. Al Rissala | الرسالة - Fada Vex & Naili - Prod par DJ Redha J & Toufik Boumellah
3. Dir El Maken- دير المكان- Fada Vex -Diez remix
4. L'homme ou le temps — Naili — Fada Vex Remix
5. Hip Hop Intifada - Banis, Fada Vex & Naili
6. Hkaya - Naili - Prod par DJ Redha J
7. Mel Alif lel Ya - Fada Vex - Prod par  Diez
8. Pardon Maman  - Naili - Fada Vex  Remix
9. S'hab errap - Banis, Fada Vex ا & Naili- Diez Remix
10. Outro - Dj Redha J

- Ramz El Maktoub[20], (2010), AVM editions

1. Intro Radio - Prod par One-Der
2. rap Qsayed - Prod par One-Der
3. Mazal (Ft. L'Nfect) - Prod par One-Der
4. Hadak Li Aandi - Prod par One-Der
5. Wah-rani - Prod par One-Der
6. Serré - Prod par One-Der
7. Chouf eljorh- Prod par One-Der
8. Ma tgouloulich (Ft. H-Joe)  - Prod par One-Der
9. Loukan 3raft- Prod par One-Der
10. Old School- Skit  - Prod par One-Der
11. Essem (Ft. Abrasax) - Prod par One-Der
12. Ta9afa wel fen (Ft. Banis)  - Prod par One-Der
13. Galou - Prod par One-Der
14. Met'houm - Prod par One-Der
15. R.A.P Skit  - Prod par One-Der
16. El Madrassa (Ft. Banis & Dj Redha Jay) - Prod par One-Der
17. Ard sahra | أرض الصحراء (Ft. Naili نايلي) - Prod par Nour

- Hibr âala Waraq[21], (2016), Believe

1. Intro -  Prod par Fada Vex
2. Erawja Ft Marouane -Prod Toxic Beatz
3. Cha3bi Khati Ft Abrasax & Banis - Prod Toxic Beatz
4. Chkoupistane -Prod Dr Snake
5. rap Jnani - Instru AMP
6. Moussiqti Ft Icosium, Abderrahmane, Mc Artisan, Ill-Yes, El Hass, Ramstar, Raouf BKL, Didotchi, Red L'Alerte - Prod Toxic Beatz
7. El Ghoula -Instru 4th Disciple
8. Wadadaday Ft Xenos & Banis - Prod Lil-G Tunner
9. Choukate El Ward - Prod Schnod Beatz
10. Yafinayafikom - Instru SammBusy
11. #Pec  Ft Fifo - Prod Fifo
12. Mchi Ki Mdari - Prod Toxic Beatz
13. El Mahraz - Prod Abrasax
14. Ana Jazayri Ft. Medium X - Prod Youss Beatz
15. Gouli 3lach - Prod Eazy F
16. Nebki Ghaza - Prod Abrasax

- Nwajel Etayek[22], (2019), Believe

1. L.I.F.E (El Father Gali) - Prod par Diez
2. One Love  - Prod par Lil-G
3. LAO TSEU - Prod par Yana Beats
4. Tourti - Prod par Dr Snake
5. #YFYF (remix) - Prod par Dj ELyes
6. J3H | جار عليا الهم  - Prod par Tekniko
7. #SIR - Prod par Fada Vex
8. Hada Malah  - Prod par Lil-G
9. ENAKBA #9 Freestyle - Prod par Lil-G
10. Fratene Edijour | فراتن الديجور  - Prod par Toxic Beats
11. ENAKBA #3 Freestyle - Prod par Fada Vex

- Dystopia[23], (2021) Dprod

1. V (Ft. DProd)[24]
2. Laghrib[25]
3. Loom[26]
4. Riguel ريـﭭـل[27]
5. Dahqani | الدهقاني (Ft. Houari Bouabdellah)[28]
6. Mraya | مرايا[29]
7. Vayna (Ft. Ill-Yes)[30]
8. Sbo3 III[31]
9. 451 Fahrenheit[32]
10. Ksar / قصر (Ft. Largo [MarciMorgue])[33]
11. Winston Smith (Ft. Ben Sax)[34]
12. Great[35]
13. Novalangue (Ft. Adlene)[35]
14. Paria (Ft. Youppi x Youppi)

### Mixtapes
- Hip Hop Guerilla, 2002
- El Azma Mixtape, 2009
- El Hadra Qlila, 2012
- Archivex: The Black Session 2013

### Vidéo-clips
- El Rissala feat Naili (2008)[36]
- El Morr (2009)[37]
- Skit Old School (2010)[38]
- Stora Darb (2011)[39]
- Chouf El Jor7 (2011)[40]
- One Shot 7 (2015)
- Politis[41] feat Azpak[42] (2016)
- Machi Ki Mdari (2016)[43]
- YFYF (remix) feat DJ Elyes (2017)[44]
- Tebghi (2017)[45]
- Enakba (2018)
- Enakba N#5 (2018)[46]
- Fraten Edijour (2018)[47]
- Laghrib (2020)[48]
- Loom (2020)[49]
- Riguel (2020)[50]
- El 3arboune 1 (2020)[51]
- El 3arboune 4 (2020)[52]
- El 3arboune 5 (2020)[53]
- Mraya (2021)[54]
- Vayna feat Ill-Yes (2021)[55]
- SBO3 III (2021)[56]
- EL JEDMA (2021)[57]
- 451 Fahrenheit (2021)[58]
- Fada Vex Ft. LARGO - Ksar (2021)[59]

## Filmographie
- The Father: portrait of a rapper[5],[60]
- Au rythme du temps[61]

## Vie privée
Fada Vex est marié et parent de deux enfants, mais il a également vécu la perte d'un de ses enfants.